# La Binchoise
La Binchoise is een Belgisch bier van hoge gisting.
Het bier wordt gebrouwen in Brasserie La Binchoise te Binche.

## Varianten
- La Binchoise Blonde, blond licht troebel bier met een alcoholpercentage van 6,2%. Dit bier werd in 1987 op de markt gebracht, oorspronkelijk onder de naam Fakir.
- La Binchoise Brune, donkerbruin bier met een alcoholpercentage van 7,7%. Dit bier werd in 1987 op de markt gebracht, oorspronkelijk onder de naam Réserve Marie de Hongrie.
- La Binchoise Spéciale Noël, amberkleurig kerstbier met een alcoholpercentage van 9%
- La Binchoise Triple, goudblond bier, type tripel met een alcoholpercentage van 8,5%
- La Binchoise XO, bruin aperitiefbier, gerijpt op armagnacvaten met een alcoholpercentage van 12%

## Prijzen
- La Binchoise Spéciale Noël won de platina medaille op de World Beer Championships te Chicago in 1995.